# Российский речной регистр
Российский речной регистр (сокращённо РРР), федеральное автономное учреждение — классификационное общество, основанное в 1913 году. Функции и полномочия учредителя РРР от имени Российской Федерации осуществляет Министерство транспорта РФ. Предметом деятельности РРР является выполнение работ (оказание услуг), направленных на обеспечение технической безопасности плавания судов, охраны жизни и здоровья пассажиров и судовых экипажей, сохранности перевозимых на судах грузов, экологической безопасности судов.
РРР имеет в своём составе Главное управление и 14 филиалов, в которых образовано 75 участков, находящихся в пунктах строительства и ремонта судов, изготовления материалов и изделий, предназначенных для установки на судах с классом РРР. На учёте РРР находится 23,5 тыс. судов. Нормативную базу РРР составляют его правила, соответствующие международному уровню. Правилами РРР пользуются органы технического надзора и классификации судов ряда стран СНГ и Балтии.
Система менеджмента качества РРР сертифицирована на соответствие требованиям ГОСТ Р ИСО 9001 — 2008 (ИСО 9001: 2008).
РРР является членом Международной ассоциации органов технического надзора и классификации.
Представители РРР принимают участие в работе Комитета по водному транспорту ЕЭК ООН, Международной морской организации (ИМО), Дунайской Комиссии (ДК) по вопросам гармонизации и унификации требований в области судоходства. РРР на двухсторонней основе сотрудничает с 19 зарубежными классификационными обществами и организациями по вопросам безопасности на море и внутренних водных путях.
С 20 июля 2022 года переименован в ФАУ РКО (федеральное автономное учреждение «Российское классификационное общество»).

## История
Официально «Русский Регистр» был основан 31 декабря 1913 года, когда министр торговли и промышленности России С. Тимашев, по согласованию с министром путей сообщения, утвердил устав этого общества. Созданию «Русского Регистра» предшествовала долгая и кропотливая работа. Первые государственные акты, регулирующие наблюдение за техническим состоянием судов, были изданы в период правления Петра I. Он установил стандартные типы и размеры как морских, так и речных судов, включая рыбацкие лодки.
Правительственный технический надзор за судами к концу XIX века не был связан с классификацией судов и поэтому не удовлетворял условиям страхования судов и грузов. Страховые общества, работавшие на фрахтовом рынке, несли большие убытки при страховании грузов, перевозимых в судах. Назрела необходимость перехода от примитивной страховой классификации по типу и возрасту судов к технически обоснованной классификации судов по конструктивным достоинствам, прочности, технической исправности и соответствия району плавания. В 1896 году страховыми обществами были организованы Рыбинский комитет инспекторов страховых обществ и Рыбинское техническое бюро, подчинённые Постоянной комиссии страховых обществ. Постоянная комиссия ведала вопросами страхования и имела целью производить осмотры судов для определения их благонадёжности для перевозки застрахованного груза по Мариинскому водному пути, одному из главных путей России тех лет.
В мае 1899 года впервые были изданы «Правила для классификации плавающих по Мариинской системе судов и для определения их грузоподъемности». В результате осмотров судов, списания негодных и поощрения лучших через присвоение им высших классов, техническое бюро значительно способствовало совершенствованию типов речных судов. Успешная деятельность технических бюро‚ обширность и сложность их работы‚ которая увеличивалась из года в год‚ привели руководителей бюро к убеждению‚ что классификацией должно заниматься отдельное от страхового дела‚ учреждение‚ наподобие иностранных классификационных обществ (Английского Ллойда и Бюро Веритас). Всё это создало предпосылки для создания в России самостоятельного классификационного общества «Русский Регистр», под названием «Общество для классификации морских‚ речных и озерных судов „Русский Регистр“».
Вековой путь Российского речного регистра и классификационной деятельности в России тесно связаны с историческими событиями в нашей Стране. В связи с этим «Общество …» неоднократно переименовывалось: Русский регистр (1913—1923 гг.), Российский регистр (1923—1924 гг.), Регистр СССР (1924—1939 гг.), Речной регистр СССР (1939—1953 гг.), Регистр СССР (1953—1957 гг.), Речной регистр РСФСР (1957—1992 гг.), Российский речной регистр (1992—2022 гг.), Российское Классификационное Общество (2022 г. и по настоящее время).

### 1913—1923 годы
В начальный период деятельности Русского регистра основным в плане работы научно-технической деятельности правления Общества были публикации накопившегося материала, разработка новых нормативных документов, подготовка и выпуск судового списка «Регистра судов». К февралю 1915 года Обществом было издано около7 нормативных документов, включающих целый ряд правил, технических условий, атласов чертежей, судовой список и др. Данная нормативная база очень пригодилась после окончания гражданской войны для скорейшего восстановления водного транспорта. Потребовалось, например, отобрать наиболее сохранившиеся суда для их ремонта с минимальными затратами.

### 1924—1939 годы
В 1927 году на реках работало 2775 самоходных судов общей мощностью 401 тыс. л. с. и 11 236 несамоходных судов общей грузоподъёмностью 4115 тыс. т. Техническое состояние флота было весьма неудовлетворительным. Первая пятилетка (1926—1932 гг.) положила начало реконструкции флота. В этот период Регистр СССР начинает выпуск новых правил, так как устаревшие правила Русского регистра необходимо было заменить.
В 1926 году вновь разработаны «Нормы и правила для железобетонного судостроения» — первые в мире нормы прочности в гражданском судостроении. В 1928 году изданы «Правила снабжения спасательными средствами судов, плавающих по внутренним водным путям СССР» и «Правила устройства, испытания и эксплуатации подъемных механизмов на судах, снарядах и других плавучих сооружениях», в 1929 году — «Правила постройки и классификации речных железных сухогрузных барж», в 1931 году — «Временные правила постройки корпусов железобетонных речных и озерных судов». Судостроительная программа второй пятилетки (1933—1937 годы) предусматривала дальнейшее пополнение речного флота новыми судами. В 1935 году издаются «Правила постройки речных стальных несамоходных судов», которые отражали опыт проектирования и строительства несамоходного флота, в том числе достижения отечественного судостроения по созданию крупнейших в мире нефтеналивных барж. В 1936—1937 годах опубликованы «Правила применения электросварки в речном судостроении и судоремонте», узаконившие электросварку в речном судостроении и прогрессивные для того времени «Правила ремонта корпусов речных судов железобетоном».

### 1939—1953 годы
В первые годы третьей пятилетки (1938—1942 годы), до начала Великой Отечественной войны, продолжалось интенсивное строительство речного флота. К 1941 году количество самоходных судов увеличилось в 2,2 раза, а несамоходных в 2,7 раза по сравнению с оставшимся довоенным флотом. Наша страна стала великой речной державой, обладающей первоклассным флотом, и сама жизнь форсировала разработку новых правил. Так правила Речного регистра СССР по применению сварки при постройке и ремонте корпусов судов, паровых котлов и механизмов, изданные в 1941 году, в течение многих лет являлись наиболее передовыми среди правил всех классификационных обществ мира. Требовательность Регистра в отношении исправного содержания судов дала неоценимые результаты в период Великой Отечественной войны, обеспечив мобилизационную готовность флота. Своевременно были подготовлены десятки пассажирских судов для передачи Главному санитарному управлению Красной Армии. Учитывая условия военного времени, Речной регистр в 1941 году издал специальную инструкцию по изменению и дополнению своих действующих Правил, где инспектору Регистра предписывалось не только осуществлять контроль за техническим состоянием флота, но и на месте оперативно консультировать и решать все возникающие вопросы. Эта инструкция в значительной степени помогла Судовладельцам сохранить в строю действующего флота большое количество судов, выполняющих оборонные перевозки. При ликвидации аварий и аварийных повреждений судов специалисты судоремонтники вместе с инспекторами Речного регистра изыскивали эффективные способы ремонта судов и обеспечивали введение этих судов в строй. В годы войны стал широко применяться ремонт судов с помощью железобетона, стыковка на плаву и другие эффективные методы быстрого введения судов в строй. В послевоенные годы, когда началось интенсивное строительство судов речного и морского флота, Речной регистр всемерно содействовал успешному развитию речного судостроения путём выбора наиболее рациональных конструкций и технических процессов серийно-поточного метода судостроения.

### 1953—1957 годы
В связи с временным объединением Министерства Морского и Речного флота, два российских регистра были объединены и функционировали вместе с 1953 по 1957 годы, после чего в 1957 году были образованы Речной регистр РСФСР и Регистр СССР. В этот период значительные работы были выполнены Речным регистром СССР при подготовке флота для эксплуатации на будущих водохранилищах Волги, Дона, Днепра и других рек, поскольку именно на Регистр легла ответственная задача — определить на ближайшие годы основные вехи технической политики Минречфлота и других организаций в вопросе использования действующего флота. Для этой цели Речным регистром СССР была выпущена «Инструкция для оценки прочности стальных судов, предназначенных к плаванию по водохранилищам», а также составлен перечень требований, которым должны удовлетворять суда действующего флота, выпускаемые в водохранилища. Научные работники Ленинградского и Горьковского институтов водного транспорта, конструкторы ЦТКБ МРФ и горьковских проектных бюро совместно с работниками Речного регистра провели серьёзные исследования и выполнили проектные проработки по подкреплениям речных судов для новых путевых условий на водохранилищах разряда «О». Соответственно Речным регистром были выпущены «Требования по подкреплению, дооборудованию и снабжению речных судов, подлежащих приспособлению для плавания в новых путевых условиях». Испытания подкреплённых и переоборудованных судов и весь опыт их дальнейшей эксплуатации полностью подтвердили правильность положений, заложенных в названные Требования.

### 1957—1992 годы
Пятидесятые — восьмидесятые годы нередко называют золотым веком советского судостроения Темпы строительства флота в эти годы были таковы, что только бывшее Министерство Речного флота РСФСР принимало от нового судостроения порядка 1000 судов в год. В некоторые годы Речной Регистр принимал на учёт до 3000 построенных судов. Но что характерно — это был принципиально новый флот, создаваемый для решения транспортных задач в условиях небывалого роста научно-технического прогресса и темпов после военного восстановления народного хозяйства страны. Планируемое увеличение грузооборота речного транспорта на 60 % требовало строительства более экономичных судов повышенной грузоподъёмности и мощности, создания большегрузных толкаемых составов, внедрения на судах комплексной автоматизации и механизации, перехода к эксплуатации судов сокращённым составом экипажа. Со строительством гидростанций, образованием водохранилищ повысилась разрядность внутренних водных путей, что обусловило необходимость проектировать суда более прочными, мореходными, более остойчивыми и непотопляемыми. Создание в 50—60-х годах XX века системы Единого глубоководного пути в Европейской части СССР, соединяющей внутренние водные пути с пятью морями, дало возможность увеличить грузообороты и обусловило необходимость создания большегрузных судов для смешанных «река-море» перевозок, без перевалки грузов в устьевых портах. Высокая экономическая эффективность водного транспорта явилась мощным импульсом в развитии пассажирского флота и судов с динамическими принципами поддержания. Десятки коллективов конструкторских бюро работали над созданием нового отечественного речного флота. Для создания новых типов судов, значительно отличающихся по конструкции от ранее строившихся, от Регистра потребовалась разработка новых «Правил постройки…». К разработке таких правил Речным регистром привлекались специалисты научно-исследовательских и учебных институтов, известные конструкторы отрасли. В 1958—1959 годах были разработаны и утверждены новые сетки типов судов, строительство которых осуществлялось на протяжении шести пятилеток. В этот период началось серийное строительство самых крупных в мире речных теплоходов типа «Волго — Дон» г/п 5000 т, на Волгу и Каму стали поступать из Венгрии более совершенные толкачи мощностью 1340 л. с., пассажирский флот пополняется серией трёхпалубных теплоходов типа «Родина» и «Октябрьская революция». В 1957 году был построен первый пассажирский теплоход па подводных крыльях «Ракета», а к 1965 г. на линиях уже работало более 150 «Ракет» и «Метеоров». Речной флот пополняется большегрузными толкаемыми составами, секционными составами, толкачами мощностью 1 500, 2 000 и 2 400 л. с.;  развивалось строительство новых грузовых самоходных судов катамаранного типа; сформировалось основное ядро грузового и пассажирского флота, включающее хорошо зарекомендовавшие себя суда типа «Волго — Дон», «Волгонефть», «Сормовский», «Ладога», «Невский», «Нефтерудовоз», «Ленанефть», «Окский», «Москва», «Зарница».
Правила Речного регистра РСФСР издания 1953—1976 годов способствовали созданию такого флота, какого не было ни в одной стране мира — он обеспечивал перевозки грузов до 600 млн тонн в год. Но особую роль в составе этого флота играли суда смешанного (река-море) плавания, обеспечивающие экономичную и высокоэффективную доставку груза «от двери» «до двери» без перевалки в устьевых портах. Суда смешанного плавания — это суда особого класса, существенно отличающиеся от морских и речных судов, технические характеристики которых определяются условиями эксплуатации их в море с ограничениями по району плавания, по сезону, по ветро-волновым параметрам. Сформированная ещё во времена Советского Союза научная база по созданию судов смешанного плавания является национальным достоянием Страны. Она нашла своё отражение в формировании отечественной школы проектирования, строительства и эксплуатации судов смешанного плавания, включающей научно-технический потенциал (НИИ, КБ и академическую науку), организационно — правовые нормы (кодекс КВВТ), нормативную базу (правила Российского речного регистра и Российского морского регистра судоходства), целый комплекс требований контроля со стороны государства за соблюдением стандартов безопасности и др.
В 1972 году вышли в свет «Временные требования к судам смешанного плавания», которые в дальнейшем переросли в «Правила классификации и постройки судов смешанного плавания». Эти первые в мире требования классификационного общества к судам смешанного плавания позволили значительно повысить безопасность судов.

### 1992—2012 годы
В результате начатых в стране рыночных преобразований и падения производства резко сократились объёмы грузовых и пассажирских перевозок, выполняемых водным транспортом. Это привело к выводу из эксплуатации значительной части как крупнотоннажного транспортного, так и мелкого флота. Невостребованный флот был поставлен на холодный отстой и консервацию, частично был списан с балансов пароходств и организаций, снят с учёта Речного регистра. В этих условиях на первое место по значимости ставится нормативная работа, совершенствование правил и участие специалистов Регистра в работе международных организаций. В это же время совместно с Государственной службой речного флота проводится планомерная и целенаправленная работа по смягчению негативных факторов, действующих на флот, обеспечивая сохранение стандарта безопасности судов. На фоне прогрессирующего старения флота и реальной угрозы вывода с перевозок значительных объёмов тоннажа при фактическом отсутствии пополнения нового флота, самой жизнью был поставлен вопрос оздоровления транспортных судов посредством поиска альтернативных решений на основе специально разработанных и внедрённых нормативных документов. С 1 января 2003 года Речным регистром было введено в действие «Руководство по обновлению судов внутреннего и смешанного (река-море) плавания» (Р.002 — 2002). Представляя «Руководство по обновлению», Речной регистр рассматривал его как одно из направлений по восстановлению действующего флота, продлению эксплуатационного ресурса судов внутреннего и смешанного (река-море) плавания. Предложенное Речным регистром в середине 2003 года «Руководство по строительству судов внутреннего и смешанного (река-море) плавания с ограниченным использованием элементов эксплуатировавшихся судов» (Р.003-2003) способствовало ускоренному созданию нового флота. Первыми примерами строительства судов с использованием элементов эксплуатирующегося флота были танкеры типа «Волга-Флот», созданные на базе сухогрузов типа «Волжский», а также нефтеналивные несамоходные суда, построенные на базе сухогрузных барж проекта Р156. Следующим шагом в проектировании и строительстве судов стали проекты типа «Челси», «SMAT», проекты на базе судов-доноров типа «Волгонефть», «Ленанефть», проектов 428.1, 1743, Р32 и многих других.
В соответствии с Федеральным законом о безопасности гидротехнических сооружений, принятым в 1997 году, и во исполнение этого закона приказом Минтранса России Речному регистру были делегированы функции контроля за соблюдением эксплуатирующими организациями норм и правил безопасности судоходных гидротехнических сооружений (СГТС), в октябре 1998 года был образован Центр безопасности СГТС. Речной регистр стал первым в мире органом классификации судов, ведущим комплексное наблюдение за безопасностью на внутреннем водном транспорте, начиная от флота и заканчивая СГТС. С 2002 года ЦБ СГТС начал вести отраслевой раздел Российского регистра гидротехнических сооружений.
Находясь в авангарде научно-технического прогресса, Российский Речной Регистр ведёт постоянную научно-исследовательскую работу. За последние 10 лет разработано более 40 нормативных документов, направленных на совершенствование правил и классификационной деятельности Регистра. Среди этих работ «Временные правила классификации и постройки экранопланов», «Временные технические требования к судам-газоходам, использующим компримированный природный газ», предложения по классификации ряда водных бассейнов, проекты нормативных документов для Международной ассоциации органов технического надзора и классификации (ОТНК), технический регламент о безопасности объектов внутреннего водного транспорта.
Российский речной регистр является коллективным членом Ассоциации судоходных компаний, Ассоциации портов и судовладельцев речного транспорта, Ассоциации промышленных предприятий речного флота Российской Федерации и коллективным членом Российской Академии транспорта.
В целях обеспечения высокого качества выполняемых работ и услуг внедрена и успешно функционирует система менеджмента качества. Система менеджмента качества РРР сертифицирована на соответствие требованиям ГОСТ Р ИСО 9001 — 2008 (ИСО 9001:2008).
Российский речной регистр уполномочен Госстандартом России на проведение работ по сертификации систем менеджмента качества на соответствие требованиям ГОСТ Р. Создана и функционирует система добровольной сертификации, зарегистрированная Федеральным агентством по регулированию и метрологии, которая позволяет сертифицировать как отечественные, так и зарубежные объекты.
Начиная с 60-х годов XX века, Речной регистр является активным членом Соглашения органов технического надзора и классификации (ОТНК). Нынешний этап международного сотрудничества классификационных обществ и органов технического надзора начался с внеочередного Совещания директоров ОТНК, состоявшегося в Гданьске 15—17 декабря 1998 года. На этом совещании было объявлено о создании Международной ассоциации органов технического надзора и классификации — ОТНК. В настоящее время среди членов ОТНК Российский речной регистр, Регистр судоходства Украины, Польский регистр судов, Корейское классификационное общество, Кубинский регистр судов, Вьетнамский регистр, Словацкий Ллойд и др. На двухсторонней основе осуществляется сотрудничество с 19 зарубежными классификационными обществами и организациями по вопросам безопасности на море и внутренних водных путях.
Специалисты Речного регистра активно участвуют в деятельности рабочих органов Европейской Экономической Комиссии ООН (ЕЭК ООН) и Дунайской Комиссии (ДК). При их непосредственном участии разрабатываются и принимаются унифицированные технические предписания и правила безопасности для внутреннего судоходства.  Российский речной регистр включён в состав классификационных обществ, рекомендованных к признанию в рамках Европейского соглашения о международной перевозке опасных грузов по внутренним водным путям (ВОПОГ).
В 2002 году в структуре Главного управления Речного регистра образован Центр подготовки и повышения квалификации персонала. Налажено взаимодействие Речного регистра с государственными образовательными учреждениями: сложились тесные контакты с Волжской и Московской академиями водного транспорта, с Санкт-Петербургским университетом водных коммуникаций, с Государственной Морской академией им. адмирала С. О. Макарова, Всероссийским центром охраны труда и другим учреждениями. 
Многогранная деятельность Речного Регистра всегда опиралась на науку, особенно в вопросах разработки и совершенствования Правил. Многолетнюю работу в этом направлении ведут ведущие научные и учебные заведения страны: ЦНИИ им. акад. А. Н. Крылова, СПГУВК, ВГАВТ, МГАВТ, НГАВТ, ведущие КБ. Всё это позволяет Речному регистру сохранять и поддерживать свои правила и нормативную базу на уровне международных стандартов.

## Виды деятельности
Деятельность включает выполнение всего комплекса задач, направленных на обеспечение технической безопасности плавания судов, охраны жизни и здоровья пассажиров и судовых экипажей, сохранности перевозимых на судах грузов, экологической безопасности судов, выполнение поручений администрации и заявок потребителей. В соответствии с целью и предметом всего комплекса задач, Регистр осуществляет следующие основные виды деятельности:
- осуществляет освидетельствования подлежащих государственной регистрации судов внутреннего плавания и судов классов «О — ПР», «М — ПР», «М — СП» для плавания в морских районах (за исключением маломерных судов, используемых в некоммерческих целях) на соответствие международным договорам Российской Федерации в области внутреннего водного транспорта и, по результатам освидетельствований, оформляет и выдаёт на них документы, предусмотренные этими международными договорами Российской Федерации. В отношении деятельности по освидетельствованию судов на соответствие международным договорам Российской Федерации в области внутреннего водного транспорта, оформлению и выдаче по результатам освидетельствований документов, предусмотренных международными договорами Российской Федерации, Министерство транспорта Российской Федерации формирует и утверждает государственное задание в порядке, установленном законодательством Российской Федерации;
- осуществляет классификацию подлежащих государственной регистрации судов внутреннего плавания (к которым в том числе относятся: все пассажирские и наливные суда, паромы и наплавные мосты на внутренних водных путях) и судов классов «О — ПР», «М — ПР», «М — СП» для плавания в морских районах (за исключением маломерных судов, используемых в некоммерческих целях), спортивных парусных судов, в том числе:
  1. присваивает, подтверждает, возобновляет, восстанавливает классы судов, переклассифицирует суда с выдачей соответствующих документов;
  2. издаёт утверждённые Министерством транспорта Российской Федерации Правила о проектировании, постройке, ремонте и об эксплуатации классифицируемых судов и Правила об изготовлении материалов и изделий для установки на судах;
  3. ведёт учёт судов, классифицированных Регистром, издаёт Регистровую книгу судов;
  4. осуществляет техническое наблюдение за выполнением Правил при проектировании, постройке, обновлении, переоборудовании, модернизации, ремонте и эксплуатации судов, при изготовлении материалов и изделий, освидетельствует организации, выполняющие указанные работы, на соответствие Правилам с выдачей соответствующих документов;
  5. рассматривает и согласовывает техническую документацию на постройку, обновление, переоборудование, модернизацию и ремонт судов, на изготовление и ремонт изделий (механизмов, оборудования, устройств, предметов снабжения) и материалов, предназначенных для судов, согласовывает компьютерные программы, используемые для целей проектирования судов и при эксплуатации судов;
  6. осуществляет освидетельствование судов, находящихся в эксплуатации;
  7. выдаёт на суда с классом Регистра документы, удостоверяющие годность их к плаванию, осуществляет в установленном порядке обмер судов, устанавливает их вместимость и выдаёт соответствующие документы;
- проводит научно-исследовательские работы с целью разработки и совершенствования Правил и других нормативных актов;
- проводит в установленном порядке освидетельствования судов, а также техническое наблюдение при проектировании, постройке, обновлении, переоборудовании, модернизации и ремонте судов, имеющих класс других классификационных организаций;
- проводит исследования и экспертизы технического состояния судов, иных плавучих объектов и их элементов, а также оценочную деятельность в отношении этих объектов по заявкам судовладельцев, фрахтователей, страховщиков или других заинтересованных лиц;
- разрабатывает компьютерные программы, используемые для целей проектирования судов и при эксплуатации судов;
- осуществляет оценку соответствия объектов внутреннего водного транспорта в соответствии с Техническим регламентом о безопасности объектов внутреннего водного транспорта, утверждённым постановлением Правительства Российской Федерации от 12 августа 2010 г. № 623 (Собрание законодательства Российской Федерации, 2010, № 34, ст. 4476);
- осуществляет по заявкам физических и юридических лиц разработку проектно-конструкторской документации, выполнение расчётов, дефектацию элементов судна, торсиографирование, теплотехнический контроль двигателей, диагностику кабельных сетей, работы по проведению опытов кренования судов, оценочную деятельность, сюрвейерские услуги, услуги для страховых компаний, сертификацию продукции, работ, услуг, систем менеджмента качества;
- осуществляет освидетельствование, оценку и подтверждение соответствия систем управления безопасностью эксплуатации судов в судоходных компаниях и на судах;
- осуществляет в установленном порядке публикацию и распространение материалов по вопросам обеспечения безопасности плавания судов, научно-технической литературы по этим вопросам, Правил, других документов Регистра, а также рекламной продукции на судах. В своей деятельности Российский Речной Регистр руководствуется решением научно обоснованных задач по содействию внедрения высоких технических стандартов обеспечения безопасности при проектировании судов, в судостроении, судоходстве и промышленности.